# Бектышево
Бе́ктышево — село в Рязанцевском сельском поселении Переславского района Ярославской области, входит в состав Смоленского сельского округа.

## История
В писцовых книгах 1628/1629 года село Бектышево записано за стольником патриарха Филарета Архипом Семёновым Самсоновым. В переписных книгах 1678 года Бектышево значится за детьми вышеозначенного помещика Александром, Михаилом, Иваном Архиповыми Самсоновыми в общем владении. Вотчинники Самсоновы жили в Бектышеве до Октябрьской революции. 
В селе Бектышеве с 1868 года мужская начальная школа, с 1875 года двухклассное министерское училище.

## Население
| 1859 | 1905 |
| ---- | ---- |
| 265  | 229  |

| 1859 | 1905 | 1926 | 2007 | 2010 |
| ---- | ---- | ---- | ---- | ---- |
| 265  | ↘229 | ↗273 | ↗346 | ↘308 |

## Усадьба Самсоновых
Генерал-поручик П. А. Самсонов (1773-1859) в 1810-11 гг. выстроил на кирпичных фундаментах бревенчатый усадебный дом в стиле классицизма, с шестиколонным портиком. 
Его сын, Евгений Петрович Самсонов, с уходом в отставку после 1862 года поселился в своём родовом имении Бектышево вместе с супругой.
В советское время этот нестандартный памятник усадебного классицизма был приспособлен под сельский клуб. Сгорел в 2002 году во время празднования 9 мая. 

## Введенская церковь
Деревянная церковь Введения Пречистой Богородицы известна по документам с 1628 года. Постройка каменного храма начата в 1782 году на средства секунд-майора Александра Иванова Самсонова, окончена к 1798 году. В 1874 году к этой церкви пристроен другой тёплый придел и стало три престола: в холодной в честь Введения во храм Пресвятой Богородицы, в приделах тёплых в честь святых апостолов Петра и Павла и в честь иконы Божией Матери «Утоли моя печали».